# Disa obtusa
Disa obtusa är en orkidéart som beskrevs av John Lindley. Disa obtusa ingår i släktet Disa och familjen orkidéer.

## Underarter
Arten delas in i följande underarter:
- D. o. hottentotica
- D. o. obtusa
- D. o. picta